# Grand Prix des Frontières 1949
De Grand Prix des Frontières 1949 was een autorace die werd gehouden op 6 juni 1949 op het Circuit de Chimay in het Belgische Chimay.

## Uitslag
| Positie | Rijder        | Team        | Ronden | Tijd/opgave |
| ------- | ------------- | ----------- | ------ | ----------- |
| 1       | Guy Mairesse  | Talbot-Lago | 15     | 1:10:20.0   |
| 2       | Lance Macklin | Maserati    | 15     | + 3:27.0    |
| 3       | Johnny Claes  | Talbot-Lago | 15     | + 4:28.0    |
| 4       | Pierre Meyrat | Talbot-Lago | 15     | + 4:28.2    |
| 5       | "Raph"        | Delahaye    | 13     | + 2 ronden  |